# Antonio Cerdà Tarongí
Antonio Cerdà Tarongí (Algaida, 8 de agosto de 1944–Palma de Maiorca, 19 de fevereiro de 2013) foi um desportista espanhol que competiu no ciclismo na modalidade de pista. Ganhou uma medalha de bronze no Campeonato Mundial de Ciclismo em Pista de 1970, na prova de meio fundo.

## Medalheiro internacional
| Campeonato Mundial | Campeonato Mundial       | Campeonato Mundial | Campeonato Mundial |
| Ano                | Lugar                    | Medalha            | Competição         |
| ------------------ | ------------------------ | ------------------ | ------------------ |
| 1970               | Leicester ( Reino Unido) | Medalha de bronze  | Meio fundo (A)     |